# Sociedad Deportiva Sueca
La Sociedad Deportiva Sueca es un club de fútbol con sede en Sueca, Comunidad Valenciana, España. Fue fundado en 1935 y actualmente milita en la Regional Preferente de la Comunidad Valenciana.

## Historia
La Sociedad Deportiva Sueca fue fundada en 1928 por José Mahíques, con el nombre de L'Infantil. Sus primeros miembros eran estudiantes en la Escuela Politécnica de Sueca, donde trabajaba José Mahíques.
En 1935, el nombre del club se cambió a SD Sueca, y comenzó a competir en categorías regionales, en las que continuó participando durante la Guerra Civil. El estadio mantuvo el nombre de L'Infantil, que mantiene actualmente.
En la temporada 1945-46, la SD Sueca disputó la final de la antigua Copa RFEF ante el Deportivo Alavés, en una final disputada en el Estadio Metropolitano de Madrid y que el Alavés ganó 3-2.
Durante la mayor parte de su historia, la SD Sueca ha participado entre la Tercera División, en la que ha participado 31 temporadas, y las categorías regionales. Su mayor logro fue el primer puesto en el grupo VI-sur de la Tercera División de España 1990-91, aunque no consiguió el ascenso a Segunda B. Su última participación en Tercera División fue en el año 2006-07.

## Jugadores

### Plantilla 2024-25
- Actualizado el 13 de septiembre de 2024